# 第2通信大隊
第2通信大隊（だいにつうしんだいたい、JGSDF 2nd Signal Battalion）は、陸上自衛隊旭川駐屯地（北海道旭川市の）に駐屯する第2師団隷下のシステム通信科部隊である。

## 概要
通信大隊長は2等陸佐が充てられ、師団司令部通信課長を兼務している。第2師団唯一の通信科部隊として通信組織の構成・維持・運営と、映像・写真撮影業務を行う。

## 沿革
第2通信中隊
- 1951年（昭和26年）
  - 5月1日：警察予備隊第2管区隊編成に伴い、第2通信中隊として北恵庭駐屯地において新編。
  - 12月5日：第2通信中隊が北恵庭駐屯地から札幌駐屯地に移駐。
- 1953年（昭和28年）1月10日：第2通信中隊が札幌駐屯地から旭川駐屯地へ移駐。

第2通信隊
- 1954年（昭和29年）9月10日：第2通信中隊（旭川駐屯地）が第2通信隊に称号変更。

第2通信大隊
- 1962年（昭和37年）1月18日：第2管区隊の第2師団への改編により、第2通信隊（旭川駐屯地）が第2通信大隊に改編。
- 1993年（平成05年）3月30日：対電子小隊新編による大隊改編。
- 1999年（平成11年）3月29日：DICS配備による大隊改編。
- 2007年（平成19年）3月28日：システム管理小隊新編による大隊改編。
- 2008年（平成20年）
  - 3月23日：補給整備小隊、車両整備班が第2後方支援連隊へ異動。
  - 3月26日：電子戦中隊を新編。第2師団の後方支援体制変換に伴い、整備部門を第2後方支援連隊第1整備大隊通信電子整備隊へ移管｡
- 2010年（平成22年）3月23日：新野外通信導入準備室発足。
- 2016年（平成28年）3月28日：野外通信システム導入に伴う大隊改編。

## 部隊編成
- 第2通信大隊本部
- 本部管理中隊「2通-本」
- 電子戦中隊「2通-電」
- 第1通信中隊「2通-1」
- 第2通信中隊「2通-2」

## 整備支援部隊
- 第2後方支援連隊第1整備大隊通信電子整備隊「2後支-1整-通」（旭川駐屯地）：2008年（平成20年）3月26日から

## 主要装備
- 師団通信システム
- 衛星単一通信可搬局装置 JMRC-C4
- 衛星単一通信携帯局装置 JPRC-C1
- 高機動車（通信用）
- 1/2tトラック / 73式小型トラック
- 1 1/2tトラック / 73式中型トラック
- 3 1/2tトラック / 73式大型トラック
- 89式5.56mm小銃
- 野外通信システム